# Tomajmonostora, Jász-Nagykun-Szolnok
Tomajmonostora  este un sat în districtul Kunhegyes, județul Jász-Nagykun-Szolnok, Ungaria, având o populație de 741 de locuitori (2011). 

## Demografie
Componența etnică a satului Tomajmonostora
     Maghiari (100%)
Componența confesională a satului Tomajmonostora
     Romano-catolici (36,71%)
     Fără religie (35,63%)
     Reformați (11,47%)
     Necunoscută (15,79%)
     Luterani (0,4%)
Conform recensământului din 2011, satul Tomajmonostora avea 741 de locuitori. Din punct de vedere etnic, majoritatea locuitorilor (100,0%) erau maghiari. Nu există o religie majoritară, locuitorii fiind romano-catolici (36,71%), persoane fără religie (35,63%) și reformați (11,47%). Pentru 15,79% din locuitori nu este cunoscută apartenența confesională.